# Nikos Mamangakis

Nikos Mamangakis

Nikos Mamangakis (griechisch Νίκος Μαμαγκάκης, * 3. März 1929 in Rethymno, Kreta; † 24. Juli 2013 in Athen) war ein griechischer Komponist.

## Leben
Mamangakis stammte aus einer kretischen Musikerfamilie (der auch der Lyraspieler Andreas Rodinos entstammte). Als 10-Jähriger besuchte er Kurse des Konservatoriums in Rethymno und studierte von 1947 bis 1953 regulär am Griechischen Konservatorium in Athen bei Miltiadis Kountoukos, Antiochos Evangelatos, Marios Varvoglis und Ep. Fasianos. Er setzte seine Studien an der Musikhochschule München fort, wo er bis 1964 Komposition bei Carl Orff und Harald Genzmer studierte.
Er lehrte an der Musikhochschule München sowie für die Stadt Berlin (Deutscher Akademischer Austauschdienst).
Zusammen mit Josef Anton Riedl arbeitete er am Siemens-Studio für elektronische Musik.

## Werke
Seine ersten Stücke komponierte er 1957 oder früher, aber erst 1961 wurden diese bekannt. Er schrieb für Fernsehen, Theater und Kino, komponierte Popmusik und elektronische Musik, aber auch Opern, Stücke für Orchester und Soloinstrumente und Liederzyklen. 1964 und 1968 wurden Werke von ihm auf dem Filmfestival Thessaloniki ausgezeichnet.
In der Bundesrepublik Deutschland hatte er seine Arbeit auf Filmmusik fokussiert. Für die Heimat-Trilogie von Edgar Reitz schrieb er über 20 Stunden Musik.

## Filmmusik (Auswahl)
- 1976: Bomber & Paganini
- 1977: Der Mädchenkrieg
- 1978: Der Schneider von Ulm
- 1982: Bekenntnisse des Hochstaplers Felix Krull (Regie: Bernhard Sinkel) 5-teilige Fernsehserie nach Thomas Manns Roman
- 1984: Heimat – Eine deutsche Chronik
- 1993: Die zweite Heimat – Chronik einer Jugend (kleiner Auftritt im Teil Ansgars Tod)
- 1993: Kaspar Hauser
- 2004: Heimat 3 – Chronik einer Zeitenwende
- 2006: Heimat-Fragmente: Die Frauen

## Popmusik (Auswahl)
- 1983: Nena Venetsanou (Tou Erota ke tou Pathous), Texte Federico García Lorca
- 1991: Melina Kana (Mystika tragoudia, Μυστικά τραγούδια), Texte Michalis Ganas
- 2003: Melina Kana (Tragoudia gia ti Melina, Τραγουδια για τη Μελίνα), Texte Athina Karataraki, Viktoria Makri
- 2007: Savina Yannatou (Asma Asmaron – Iera Tragoudia tou Erota)

## Werke (Auswahl)
- 1963: Anarchia, ein Stück für fünf Timpani und großes Orchester, Auftragsarbeit für die Donaueschinger Musiktage
- 1970: Erofili (Weltpremiere am 27. und 28. September 2003 im Herodes Attikus Theater Athen)
- 1972: Kikeonas (teilweise auf Englisch) Auftragsarbeit für die Olympischen Spiele München
- 1982–84: Odyssee (Οδύσσεια) nach Nikos Kazantzakis
- 1985: Erotokritos (Ερωτόκριτος)
- 1997: Schatten Oper (Όπερα των σκιών)
- 2000: Ta Iera Tragoudia tou Erota (Τα ιερά τραγούδια του έρωτα, The Sacred Love Songs)